# ساوت لیک، شهرستان کرن، کالیفرنیا
ساوت لیک (به انگلیسی: South Lake) یک منطقهٔ مسکونی در ایالات متحده آمریکا است که در شهرستان کرن، کالیفرنیا واقع شده‌است. ساوت لیک ۸۸۰ متر بالاتر از سطح دریا واقع شده‌است.